# Lynds’ Catalogue of Bright Nebulae

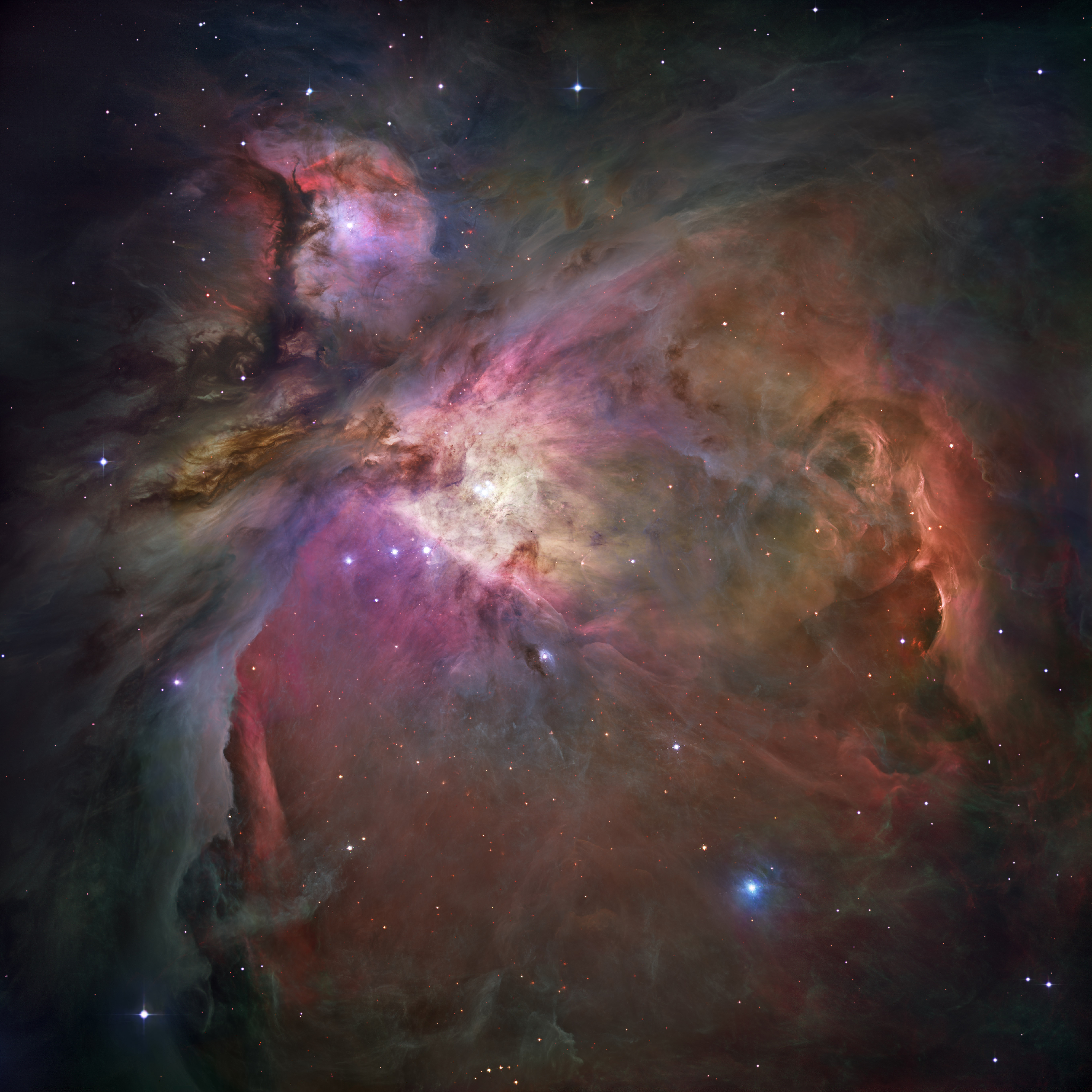
LBN 974 besser auch bekannt unter dem Namen Orionnebel

Lynds' Catalogue of Bright Nebulae ist ein astronomischer Katalog heller Nebel.
Objekte in diesem Katalog werden mit dem Präfix LBN versehen (nicht zu verwechseln mit dem LDN dem Lynds' Catalogue of Dark Nebulae). Sehr viele der Einträge dieses Katalogs finden sich auch in anderen Sammlungen wieder. So ist zum Beispiel LBN 974, auch besser bekannt unter dem Namen Orionnebel, ebenso zu finden als M 42 oder als NGC 1976.
Er wurde ursprünglich zusammengestellt in den 1960er Jahren von Beverly Lynds. Dieser Katalog enthält neben anderem vor allem die Koordinaten der Nebel, ein eigenes Helligkeitssystem zwischen 1 und 6, wobei 1 die hellsten und 6 Objekte sind, die eben noch erkennbar sind, die Farben und die scheinbaren Größen der Objekte sowie Querverweise zu anderen Katalogen.